# Бораганський Ільяс
Бораганський Ільяс (нар. 22 квітня 1852, Бахчисарай — пом. 1942) — кримськотатарський видавець, просвітитель, тюрколог, книговидавничою справою займався протягом 50 років.

## Життєпис
Ходив до медресе, вчився мистецтву каліграфії. П'ятнадцятилітнім поїхав до Туреччини, 7 років вивчав видавничу справу у Стамбулі. 1874 року закінчив Стамбульський університет.
Повернувшись до Бахчисарая, виконував замовлення, пов'язані з перекладами східних текстів, займався гравіруванням на склі і металі.
1893 року у Петербурзі відкриває першу мусульманську типографію «Східна електро-печатня» — з арабським шрифтом, арабською, російською, турецькою мовами та на фарсі. З кінця 1880-х років займав посаду каліграфа в міністерстві іноземних справ Російської імперії. Читав лекції з турецької мови — на факультеті східних мов Петербурзького університету — з 1898 по 1908 рік.
До заборони урядом в 1911 році видавати мусульманські твори, у типографії друкувалися книги з історії і культури Криму, наукова, релігійна, навчальна, художня література — серед іншого, видана «Женитьба» М. В. Гоголя у перекладі кримськотатарською, також перша книжка казахського письменника Абая Кунанбаєва.
В його типографії друкували сходознавчі праці вчені Санкт-Петербурга.
За якісну поліграфію і художнє оформлення книг видавця та підприємство царська влада відзначила відзнакою «За усердия в искусстве».
1919 отримав замовлення на видання у друкарні татарською мовою газети «Салават» для башкирської кінної дивізії — у зв'язку з її введенням в Петроград для захисту від сил Юденича.
1920 року змушено переїхав з Петрограду до Башкирії — в Стерлітамак, але продовжував займатися книговидавництвом.
1922 року уряд радянського Башкортостану офіційно поздоровляв його з 70-літтям.
Дата смерті точно невідома — в різних джерелах вказується і 1924, 1934 й 1942 рік.